# Toulon
Toulon este un oraș în Franța, prefectura departamentului Var, în regiunea Provence-Alpi-Coasta de Azur. 
Toulon este un oraș în sudul Franței și un mare port militar pe coasta mediteraneană,este un centru important pentru construcții navale, de pescuit, producerea vinului, și fabricarea echipamentelor aeronautice, armament, hărți, hârtie, tutun, de imprimare, pantofi, și echipamente electronice.

## Demografie
| 1793   | 1800   | 1806   | 1821   | 1831   | 1836   | 1841   | 1846   | 1851   |
| ------ | ------ | ------ | ------ | ------ | ------ | ------ | ------ | ------ |
| 19 000 | 22 000 | 28 170 | 30 798 | 33 885 | 35 322 | 45 449 | 62 941 | 69 474 |

| 1856   | 1861   | 1866   | 1872   | 1876   | 1881   | 1886   | 1891   | 1896   |
| ------ | ------ | ------ | ------ | ------ | ------ | ------ | ------ | ------ |
| 83 705 | 84 601 | 77 126 | 74 800 | 70 509 | 70 103 | 70 122 | 77 747 | 95 276 |

| 1901    | 1906    | 1911    | 1921    | 1926    | 1931    | 1936    | 1946    | 1954    |
| ------- | ------- | ------- | ------- | ------- | ------- | ------- | ------- | ------- |
| 101 602 | 103 549 | 104 582 | 106 331 | 115 120 | 133 263 | 150 310 | 125 742 | 141 117 |

| 1962                                                          | 1968    | 1975    | 1982    | 1990    | 1999    | 2006    | - | - |
| ------------------------------------------------------------- | ------- | ------- | ------- | ------- | ------- | ------- | - | - |
| 161 786                                                       | 174 746 | 181 801 | 179 423 | 167 619 | 160 639 | 167 816 | - | - |
| Număr reținut începănd cu 1962: Populaţia fără numărări duble |         |         |         |         |         |         |   |   |

## Educație
- Kedge Business School

## Personalități născute aici
- Louis-Michel van Loo (1707 - 1771), pictor;
- Michèle Arnaud (1919 - 1998), cântăreț;
- Gilbert Bécaud (1929 - 2001), cântăreț, compozitor;
- Jean-Michel Cousteau (n. 1938), explorator oceanografic, fiu al lui Jacques-Yves Cousteau.